# Yamaha YM2203

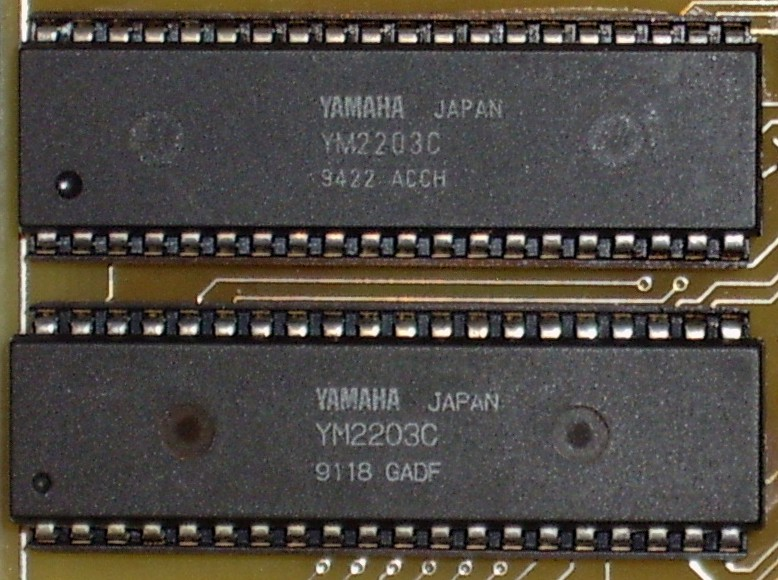
Yamaha YM2203

De YM2203, ook bekend als OPN (FM-Operator Type N) is een door Yamaha ontwikkelde synthesizerchip in een 40-pinsbehuizing en beschikt over een ingebouwd register voor het opslaan van geluidsinformatie.
Eigenschappen:
- drie kanalen van 4 operator FM (waarvan één kan worden gebruikt voor de weergave van geluidseffecten)
- twee programmeerbare timers
- twee I/O-poorten (8-bit)
- drie squarewave-geluiden en één witte ruisgeluid kunnen worden geproduceerd
- TTL-compatibel
- compatibel met software voor de Yamaha YM2149 en General Instrument AY-3-8910/12

OPL: YM3526 · MSX-AUDIO: Y8950 · OPL II: YM3812 · OPL3: YMF262 · OPL4: YMF278B

OPLL: YM2413 · OPM: YM2151

OPN: YM2203 · YM2270 · OPNA: YM2608 · OPNB: YM2610 · OPN2: YM2612 · OPN2C: YM3438

OPP: YM2164 · OPQ: YM3806 · OPS: YM21280 · OPU: YM3420 · OPZ: YM2414 · SSG: YM2149

YM2148 · YM2154 · YM2163 · YM2164